# Brooklyn
Brooklyn New York City öt kerülete (Five Borough) közül az egyik, ez a város legnépesebb kerülete. A 2018-ban mintegy 2,8 millió lakossal bíró városrész 1898-ig önálló város volt, mely a hollandok által alapított kis településből, Breuckelenből fejlődött ki. A holland település Long Islandnek az East River felőli oldalán állt és eredetileg a hollandiai Breukelen városa után nevezték el. Habár Brooklyn már régóta New York City része, a kerületnek önálló városi karaktere van, szemben például Bronxszal, ami inkább csak Manhattan meghosszabbítása észak felé.
Közigazgatásilag a kerület azonos Kings megyével, azaz egy összevont város-megye, amit II. Károly angol király után neveztek el.
A régmúltban becézték a fák, az otthonok és a templomok városának is, manapság a „Borough of Homes and Churches” azaz az „Otthonok és templomok kerülete” név elterjedt, valamint a The Planet „A bolygó” elnevezés, a kerület nagyszámú és etnikailag nagyon vegyes lakosára és a kerület nagy méretére utalva.

## Földrajza

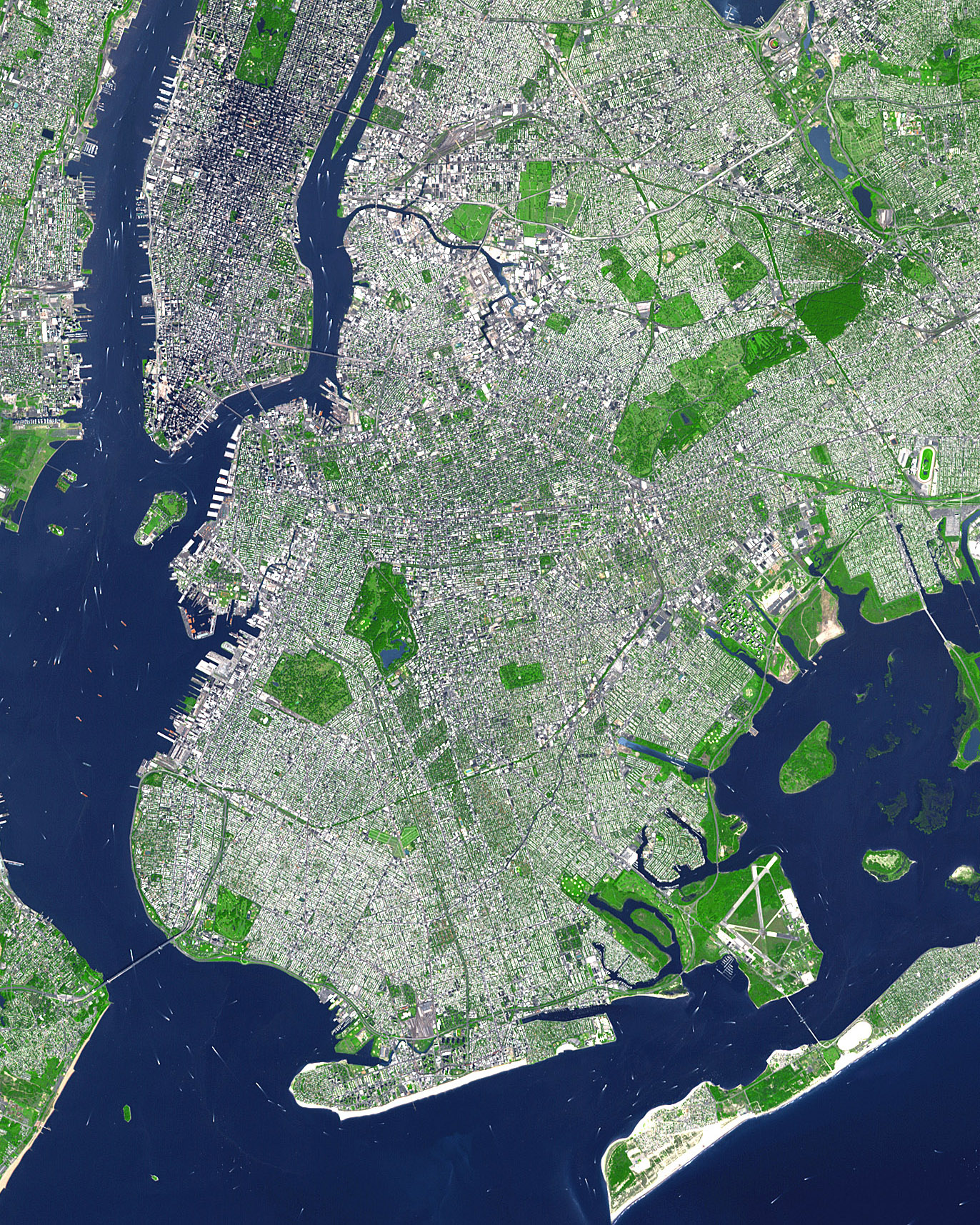
Műholdkép

Brooklyn a Long Island (Hosszú sziget) legnyugatibb csücskében helyezkedik el, a szárazföldön csak Queens kerülettel határos északkeleten. A határvonalat a Newtown Creek nevű csatorna jelenti, ami az East Riverbe csatlakozik, ez a világ egyik legszennyezettebb vízfolyása. Északról az East River határolja, amin a Williamsburg, a Manhattan és a Brooklyn hidak ívelnek át, összekötve a kerületet Manhattannel. Ugyancsak az összeköttetést szolgálja a Brooklyn-Battery alagút és a New York-i metró több vonalának alagútja is. Nyugati partja a Felső-New York-i-öböl, ebből emelkedik ki a Governors Island nevű sziget, ami szintén a kerülethez tartozik. Az öböl a Brooklynt és a Staten Islandet elválasztó szorossal, a Narrowsszal kapcsolódik az óceánhoz (pontosabban az Alsó-New York-i-öbölhöz), ezen ível át a fenséges Verrazano-Narrows híd, ami 1964-es átadásakor a világ legnagyobb támaszközű hídja volt. Nevét az első európairól, Giovanni de Verrazanóról kapta, aki 1524-ben horgonyt vetett az öbölben. Brooklyn déli partján olyan népszerű partszakaszok fekszenek, mint a Coney Island, a Brighton Beach és a Manhattan Beach. A partok előtt a szigetekkel pöttyözött Jamaica-öböl fekszik.
Brooklyn teljes területe hivatalosan 251 km², ebből 27,13% vízfelület.

## Népesség
A település népességének változása:
| Lakosok száma | 2 504 700 | 2 541 018 | 2 568 435 | 2 592 149 | 2 636 735 | 2 736 074 |
|               | 2010      | 2011      | 2012      | 2013      | 2015      | 2020      |

## Története
Az első európaiak a hollandok voltak a területen, előttük bennszülött indiánok lakták a sziget nyugati csücskét, ők bonyolították le azt az elhíresült üzletet, amelynek során 24 guldenért eladták a hollandoknak Manhattan szigetét (jóllehet nem is birtokolták azt).
A terület Új Hollandiához került és a Holland Kelet-India Társaság kormányozta. Az ő irányításukkal jött létre a terület első hat települése: Gravesend (1645), Breuckelen (1646), Flatlands (1647), Flatbush (1652), New Utrecht (1657) és Bushwick (1661).
Új Hollandiát 1664-ben meghódították az angolok, Brooklyn is New York-i gyarmat része lett. A hat eredeti települést az angolok 1683-ban összevonták Kings megye néven, ez volt az akkori New York egyik megyéje a tizenkettő közül.
Itt zajlott az amerikai függetlenségi háború egyik első nagy csatája a Long Island-i csata 1776. augusztus 27-én. Ennek során a britek kiszorították a felkelőket Brooklynból, megtartva az ellenőrzést az öböl felett. Brooklyn csak az 1783-as párizsi egyezménnyel került a britektől amerikai kézre.

## Részei

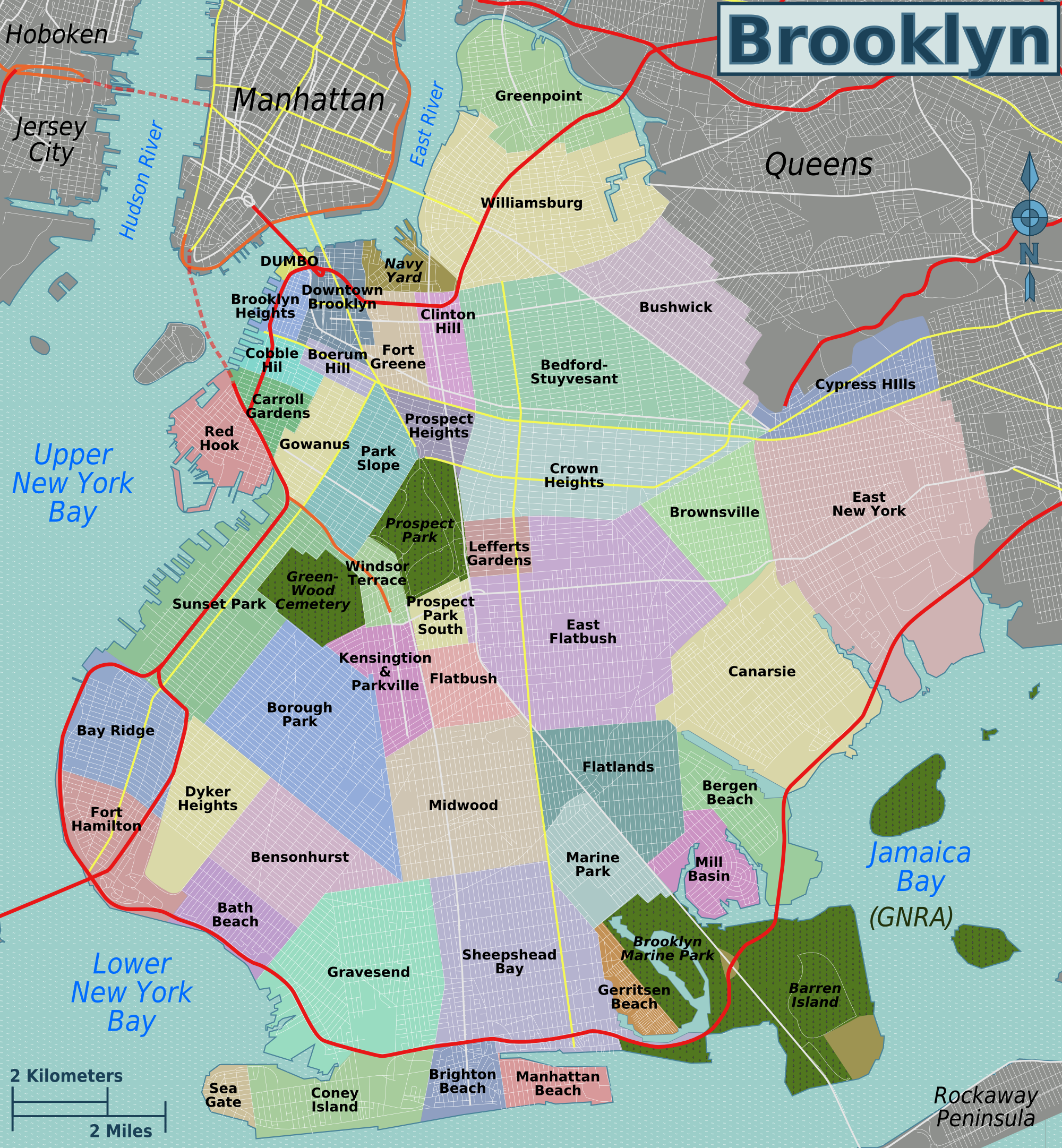
Brooklyn szomszédságai

A kerület közigazgatási központja a Brooklyn híd hídfője környékén, a Brooklyn Heightsen található.
A kerület jórészt lakóingatlanokkal teli, ahogy erre becenevei is utalnak, például "Bedroom of NYC" ("New York City hálószobája"). Régebben főleg második vagy sokadik generációs bevándorlók lakták, manapság itt is több az új bevándorló.
Brooklynt közigazgatásilag 18 Community Boardsra (kb. kerületi tanácsra) osztották:
- 1: Flushing Avenue, Williamsburg, Greenpoint, Northside és Southside
- 2: Brooklyn Heights, Fulton Mall, Boerum Hill, Fort Greene, Brooklyn Navy Yard, Fulton Ferry és Clinton Hill
- 3: Bedford-Stuyvesant, Stuyvesant Heights és Ocean Hill
- 4: Bushwick és Ridgewood
- 5: East New York, Cypress Hills, Highland Park, New Lots, City Line és Starrett City
- 6: Red Hook, Carroll Gardens, Park Slope, Gowanus és Cobble Hill
- 7: Sunset Park és Windsor Terrace
- 8: Crown Heights, Prospect Heights és Weeksville
- 9: Crown Heights, Prospect Lefferts Gardens és Wingate
- 10: Bay Ridge, Dyker Heights és Fort Hamilton
- 11: Bath Beach, Gravesend, Mapleton és Bensonhurst
- 12: Boro Park, Kensington, Ocean Parkway és Midwood
- 13: Coney Island, Brighton Beach, Bensonhurst, Gravesend és Seagate
- 14: Flatbush, Midwood, Kensington és Ocean Parkway
- 15: Sheepshead Bay, Manhattan Beach, Kings Bay, Gerritsen Beach, Kings Highway, East Gravesend, Madison, Homecrest és Plum Beach
- 16: Brownsville és Ocean Hill
- 17: East Flatbush, Remsen Village, Farragut, Rugby, Erasmus és Ditmas Village
- 18: Canarsie, Bergen Beach, Mill Basin, Flatlands, Marine Park, Georgetown és Mill Island

Több jól elkülöníthető etnikai terület van a városban: A Borough Park főleg ortodox zsidók, Bedford feketék, Bensonhurst olaszok, Sunset Park spanyolok és kínaiak által lakott.

## Demográfia
A 2000-es hivatalos népszámláláskor 2 465 326 lakosa volt, 880 727 háztartást és közel 584 ezer családot regisztráltak. Népsűrűsége 13 480 fő/km². Az 1950-es években lakossága megközelítette a 3 milliót, a húszas évek óta a legnépesebb New York-i kerület.
Etnikailag igen sokszínű, a lakosság 41%-a fehér, 36% fekete, 8% ázsiai és 10 egyéb. 20% spanyol ajkú, ezen kívül még jelentős számú olasz, ír, zsidó, és kisebb számban német anyanyelvű lakosa van.